# Jean-Olivier Hucleux

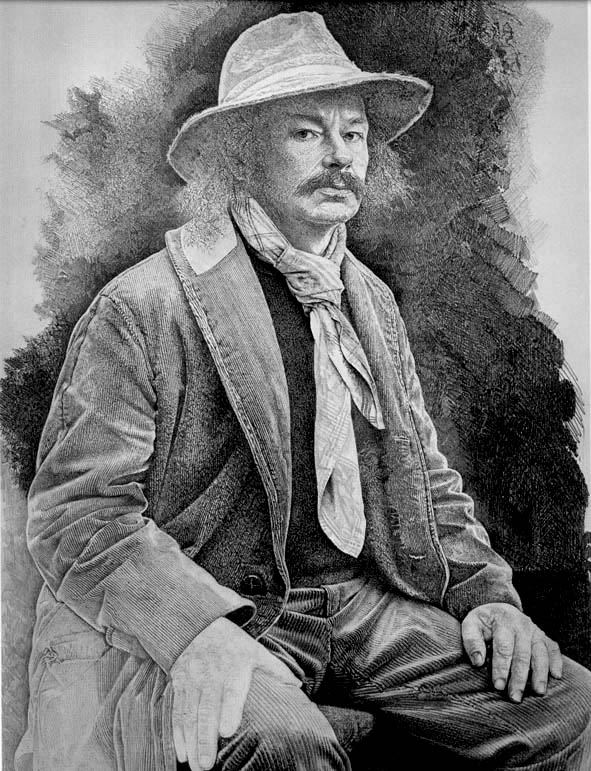
Autoportrait N°1, Selbstporträt, 1985

Jean Olivier Hucleux (* 1923 in Chauny, Département Aisne, Frankreich; † 17. Mai 2012 in Paris) war ein französischer zeitgenössischer Maler und Zeichner und wichtiger Vertreter des Realismus und des Fotorealismus. Bekannt war er für seine Porträts von bekannten Persönlichkeiten.
Hucleux lebte in Vaux-sur-Seine.

## Leben und Werk
Jean Olivier Hucleux machte im Jahr 1945, kurz nach dem Zweiten Weltkrieg, seine ersten Malversuche, er hörte aber bereits im selben Jahr und dann für mehr als zwanzig Jahre wieder auf zu malen. Er übte in dieser Zeit verschiedene Berufe aus, bevor er beschloss, sich im Jahr 1968 wieder der Kunst zu widmen.
Er begann nach Fotovorlagen zu malen, auf die gleiche Weise, wie man nach der Natur malt. Eine seiner ersten Serien war „Cimetières“ (Friedhöfe), wo er Friedhöfe, aber auch Auto-„Friedhöfe“ nebeneinander stellte. Diese Arbeiten machten ihn international bekannt und ermöglichten ihm, sein Werk zum ersten Mal auszustellen. Mit den „Cimetières“ war er im Jahr 1972 Teilnehmer der Documenta 5 in Kassel in der Abteilung Realismus. Die Arbeiten wurden auch in wichtige Sammlungen aufgenommen, unter anderem im Centre Georges Pompidou in Paris.
Ab dem Jahr 1974, widmete er sich ausschließlich den Porträts. Die Arbeiten dieser Periode und die später entstandenen Porträts machten ihn berühmt. Seit den 1960er Jahren malt und schuf er Bleistiftzeichnungen und Porträts von berühmten Künstlern. Er porträtierte unter anderem Henri Matisse, Marcel Duchamp, Francis Bacon, Alberto Giacometti, Pablo Picasso, Joseph Beuys. Im Jahr 1984 bekam er den Auftrag, den ehemaligen französischen Präsidenten Georges Pompidou zu porträtieren. Ein Jahr später malte er den damals amtierenden Präsidenten François Mitterrand.
Ab dem Jahr 1990 zeichnet er seine sogenannten „dessins de déprogrammation“ („Deprogrammierungszeichnungen“). Eine erste bedeutende Retrospektive seines Gesamtwerkes fand in Lyon von 1999 bis 2000 statt.